# Masurovac
Masurovac (cyr. Масуровац) – wieś w Serbii, w okręgu pirockim, w gminie Babušnica. W 2011 roku liczyła 10 mieszkańców.